# Kriegerdenkmal Röderhof

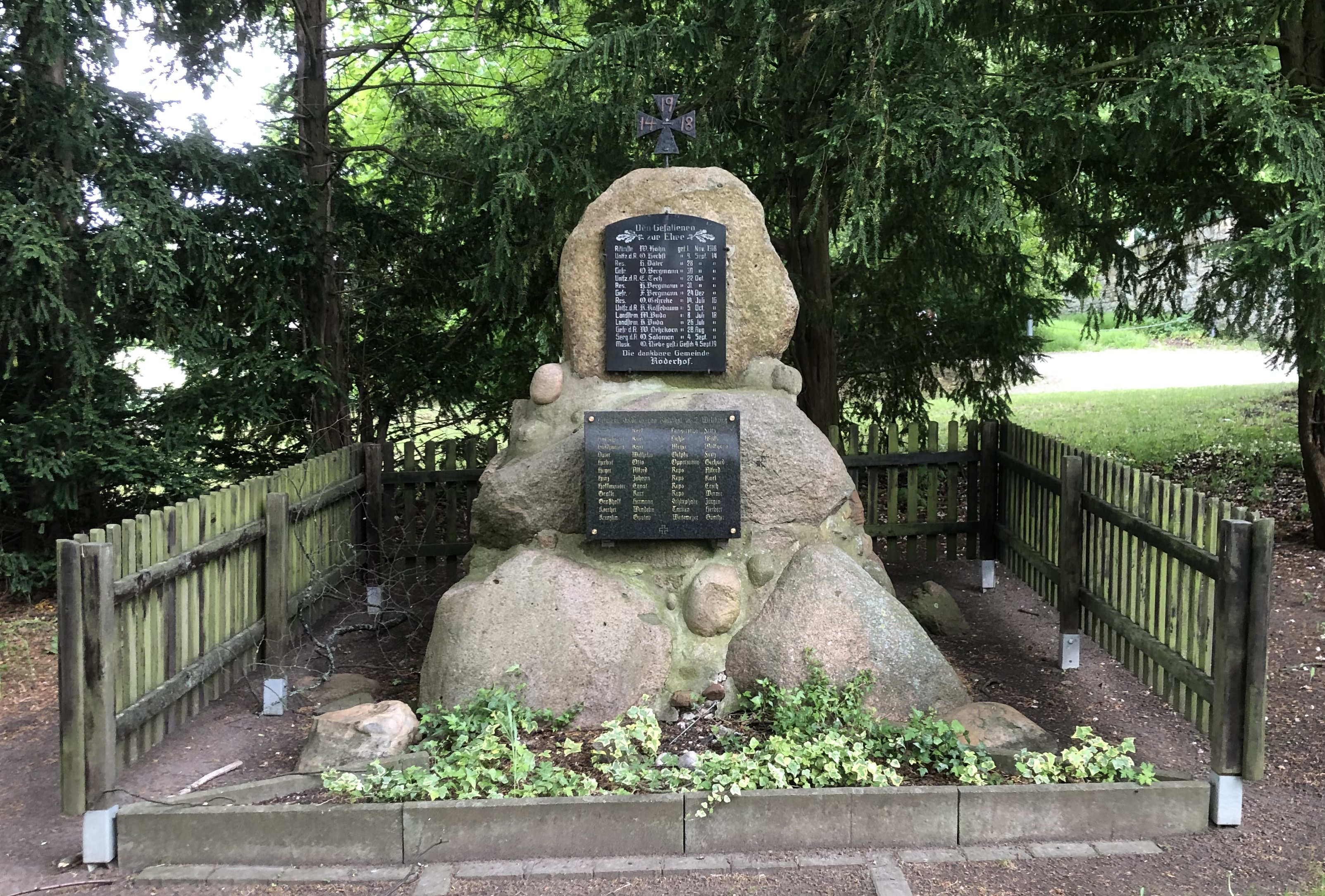
Kriegerdenkmal Röderhof, 2022

Das Kriegerdenkmal Röderhof ist ein Kriegerdenkmal in Röderhof in Sachsen-Anhalt. Es erinnert an die im Ersten und Zweiten Weltkrieg Gefallenen der Gemeinde Röderhof.

## Lage
Das Denkmal befindet sich im östlichen Teil des Ortsteils Röderhof der Gemeinde Huy, nordöstlich vom Schloss Röderhof. Nördlich des Denkmals verläuft die Straße Gutshof, östlich die Straße Neubauten.

## Gestaltung und Geschichte
Das Denkmal wurde zum Gedenken für die im Ersten Weltkrieg Gefallenen der Gemeinde Röderhof errichtet und am 1. August 1924 eingeweiht. Es entstand eine kleine aus Findlingen errichtete pyramidenartige Konstruktion. Am obersten Findling wurde eine Gedenktafel angebracht, die die Namen der Gefallenen aufführt. Bekrönt ist dieser Findling mit einem Eisernen Kreuz. Das Kreuz trägt in seinem oberen Feld die Inschrift 19, im linken Feld eine 14 sowie im rechten eine 18 und verweist so auf die Jahreszahlen des Ersten Weltkriegs 1914 bis 1918.
Die Tafel trägt zwischen zwei Darstellungen von Eichenlaub die Inschrift:
Darunter befinden sich die Namen der vierzehn Gefallenen. Sie sind bis auf eine Ausnahme in chronologischer Reihenfolge die Namen samt Dienstgrad und Todeszeitpunkt aufgeführt.
| Rittmstr.  | W. Hahn      | gef.          | 1.  | Nov.  | 1918 |
| Untfz.d.R. | O. Herbst    | "             | 9.  | Sept. | 14   |
| Res.       | H. Däter     | "             | 28. | "     | "    |
| Gefr.      | O. Bergmann  | "             | 30. | "     | "    |
| Untfz.d.R. | E. Tech      | "             | 22. | Oct.  | "    |
| Res.       | H. Bergmann  | "             | 31. | "     | "    |
| Gefr.      | F. Bergmann  | "             | 24. | Dez.  | "    |
| Res.       | O. Gehreke   | "             | 14. | Juli  | 16   |
| Untfz.d.R. | K. Kassebaum | "             | 5.  | Oct.  | "    |
| Landstrm.  | M. Buda      | "             | 8.  | Juli  | 18   |
| Landstrm.  | K. Buda      | "             | 26. | Juli  | "    |
| Gefr.d.R.  | W. Nehrkorn  | "             | 28. | Aug.  | "    |
| Serg.d.R.  | O. Salomon   | "             | 4.  | Sept. | "    |
| Musk.      | O. Niebe     | gest.i.Gefsch | 4.  | Sept. | 19   |

Darunter befindet sich die Inschrift:
Darunter wurde in späterer Zeit eine weitere Gedenktafel angebracht, die der Gefallen aus Röderhof im Zweiten Weltkrieg gedenkt.
Die Namen sind überwiegend in alphabetischer Reihenfolge aufgeführt, der Nachname steht jeweils vor dem Vornamen:
| Bautz Karl        | Langerjahn Fritz   |
| Burschaper Kurt   | Lichte Willy       |
| Ballhausen Kurt   | Meyer Wolfgang     |
| Däter Wilhelm     | Oelpke Fritz       |
| Herbst Otto       | Oppermann Gerhard  |
| Heyer Alfred      | Reps Alfred        |
| Hinz Johann       | Reps Karl          |
| Hoffmeister Ernst | Reps Erich         |
| Graffe Kurt       | Reps Werner        |
| Graßhoff Hermann  | Schliephake Jürgen |
| Koecher Wendelin  | Tautien Herbert    |
| Krenzlin Gustav   | Weitemeyer Günther |

Darunter befindet sich eine Darstellung eines Eisernen Kreuzes: